# Sabellaria pectinata
Sabellaria pectinata är en ringmaskart som beskrevs av Fauvel 1932. Sabellaria pectinata ingår i släktet Sabellaria och familjen Sabellariidae. Inga underarter finns listade i Catalogue of Life.